# Edgerton (Wyoming)
Edgerton è un centro abitato (town) degli Stati Uniti d'America, situato nella Contea di Natrona nello Stato del Wyoming. Nel censimento del 2000 la popolazione era di 169 abitanti. Appartiene all'area metropolitana di Casper.

## Geografia fisica
Secondo i rilevamenti dell'United States Census Bureau, la località di Edgerton si estende su una superficie di 0,7 km², tutti occupati da terre.

## Popolazione
Secondo il censimento del 2000, a Edgerton vivevano 169 persone, ed erano presenti 44 gruppi familiari. La densità di popolazione era di 253,1 ab./km². Nel territorio comunale si trovavano 119 unità edificate. Per quanto riguarda la composizione etnica degli abitanti, il 96,45% era bianco, lo 0,59% era nativo, l'1,18% apparteneva ad altre razze e l'1,78% a due o più. La popolazione di ogni razza ispanica corrispondeva all'1,18% degli abitanti.
Per quanto riguarda la suddivisione della popolazione in fasce d'età, il 23,7% era al di sotto dei 18, il 4,7% fra i 18 e i 24, il 24,3% fra i 25 e i 44, il 36,1% fra i 45 e i 64, mentre infine l'11,2% era al di sopra dei 65 anni di età. L'età media della popolazione era di 43 anni. Per ogni 100 donne residenti vivevano 119,5 uomini.